# Deer Lake (meer in Newfoundland en Labrador)
Deer Lake is een meer van 67,8 km² in de Canadese provincie Newfoundland en Labrador. Het meer bevindt zich in het westen van het eiland Newfoundland.

## Toponymie
Deer Lake (letterlijk "hertenmeer") werd door vroege Europese kolonisten vernoemd naar de kuddes kariboe die er passeren. Ze bestempelden deze onder de algemene term deer (herten).
De benaming van het meer in de inheemse Mi'kmaq-taal is Qalipue'katik, wat letterlijk "plaats van kariboe" betekent. De Engelstalige naam is echter de enige officieel erkende naam van het meer.

## Geografie
Deer Lake heeft een uitgesproken langwerpige vorm vanwege zijn ligging in de Humbervallei. Het heeft van zuidwest naar noordoost een lengte van 26,5 km, terwijl het nergens meer dan 3,5 km breed is. De bovenloop van de Humber mondt in het meer uit aan het noordelijke uiteinde. Aan die monding is het dorp Deer Lake gevestigd. Dat is een belangrijk dienstencentrum en de op twee na grootste plaats van West-Newfoundland. In het uiterste zuidwesten stroomt de Humber opnieuw uit het meer om in vogelvlucht 16 km verder uiteindelijk uit te monden in de Humber Arm.
De Trans-Canada Highway (NL-1) loopt langs de oostelijke oever van Deer Lake. Langs die weg bevinden zich naast Deer Lake zelf nog vier plaatsen, met name de gemeente Pasadena en de kleine dorpen Pynn's Brook, Little Harbour en St. Judes. Ook Nicholsville, dat deel uitmaakt van de fusiegemeente Deer Lake, ligt aan de oevers van het meer.

## Galerij

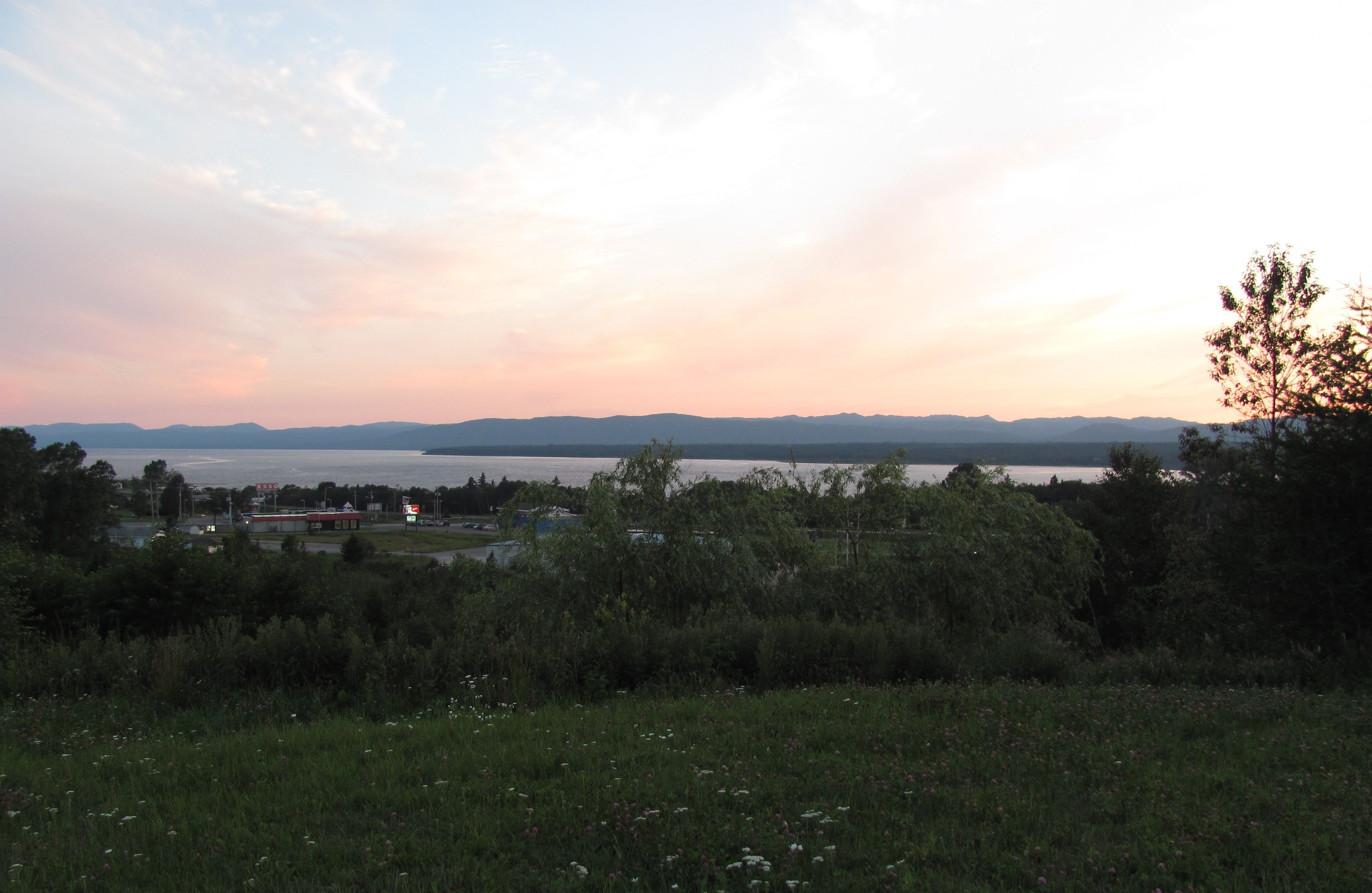
Zicht op Deer Lake met in de voorgrond bebouwing behorend tot de gelijknamige gemeente
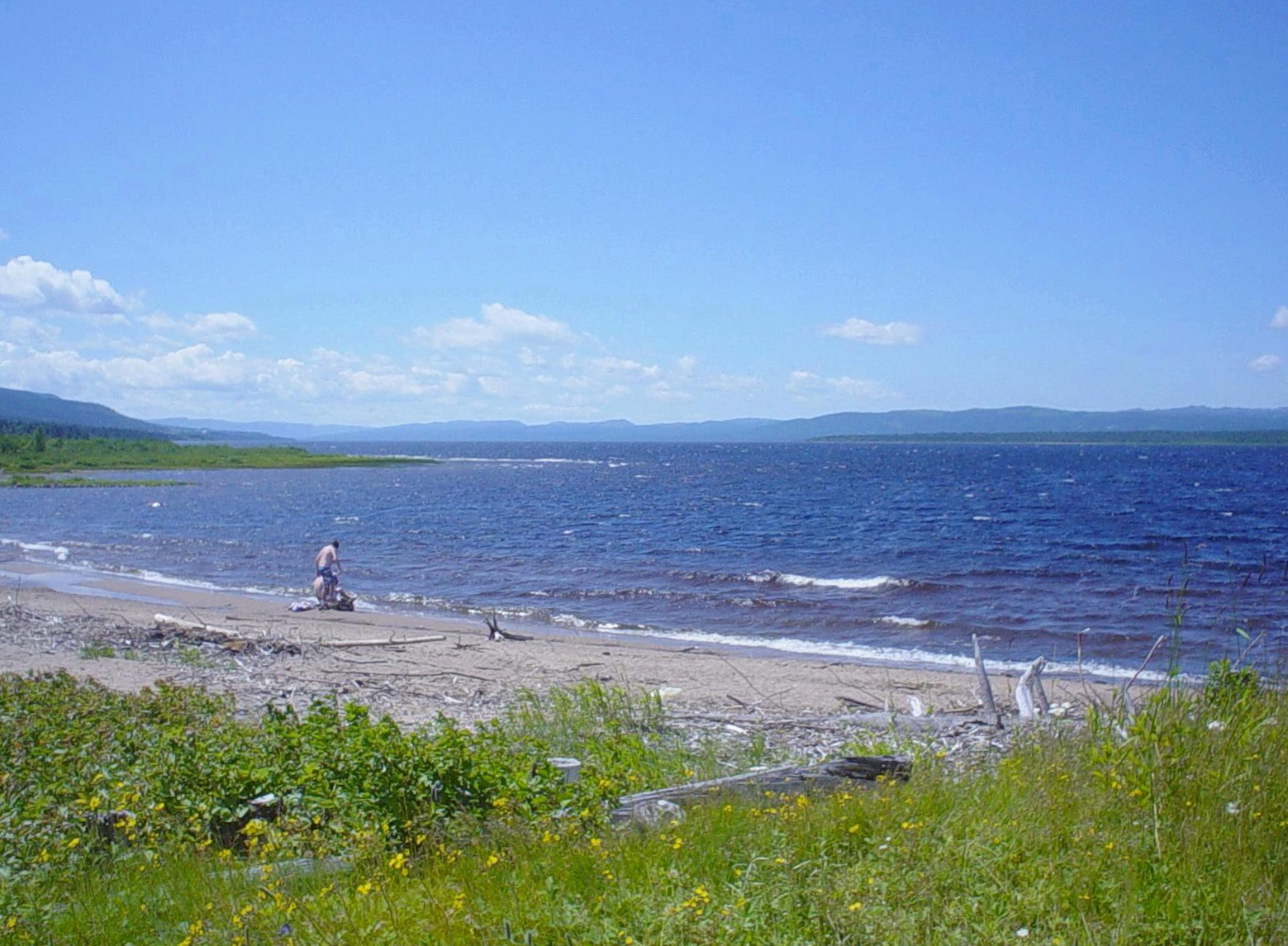
Een zandstrand aan de oever van Deer Lake